# Буро-красный афодий
Буро-красный афодий (лат. Aphodius rufus) — вид пластинчатоусых жуков из подсемейства афодиин.
Имаго длиной 5—7 мм. Тело рыжее, блестящее. Усики жёлтые. Бороздки надкрылий сильно углублены и почти всегда оканчиваются свободно, не соединяясь друг с другом. Промежутки надкрылий в задней части выпуклые.

## Синонимы
В синонимику вида входят следующие биномены:
- Scarabaeus rufus Moll, 1782 basionym
- Aphodius aurantiacus Mulsant, 1842
- Scarabaeus castaneus Marsham, 1802
- Aphodius hypocophinus Strand, 1917
- Aphodius hypocophus Gistel, 1857
- Aphodius ochraceus Stephens, 1830
- Aphodius pertinens Gistel, 1857
- Aphodius rufescens Fabricius, 1801
- Aphodius rufifrons Dufour, 1851
- Aphodius scropharum Gistel, 1857
- Scarabaeus scybalarius Fabricius, 1781
- Scarabaeus unicolor Marsham, 1802